# جورج فيلنوف
جورج فيلنوف هو سياسي كندي، ولد في 20 فبراير 1922 في كيبك في كندا، وتوفي في 17 فبراير 2020. نشط حزبياً في الحزب الليبرالي الكندي. وقد انتخب عمدة وانتخب عضو مجلس العموم الكندي.